# Kanton Freiburg

Logo des Kantons Freiburg

Koordinaten: 46° 43′ N, 7° 4′ O; CH1903: 571130 / 174714
Freiburg (Kürzel FR; schweizerdeutsch Frybùrg, französisch Fribourg, italienisch Friburgo, rätoromanisch Friburgⓘ, frankoprovenzalisch le Tyinton dè Fribouaⓘ) ist ein Kanton im Westen der Schweiz. Die offizielle Eigenbezeichnung lautet: Etat de Fribourg / Staat Freiburg. Er gehört sowohl der frankophonen Romandie als auch der Deutschschweiz an. Etwa zwei Drittel der Bevölkerung sprechen Französisch und knapp ein Drittel Deutsch, womit Freiburg zusammen mit den Kantonen Bern, Wallis und Graubünden zu den offiziell mehrsprachigen Kantonen gehört. Der Hauptort ist die gleichnamige Stadt Freiburg.

## Geographie

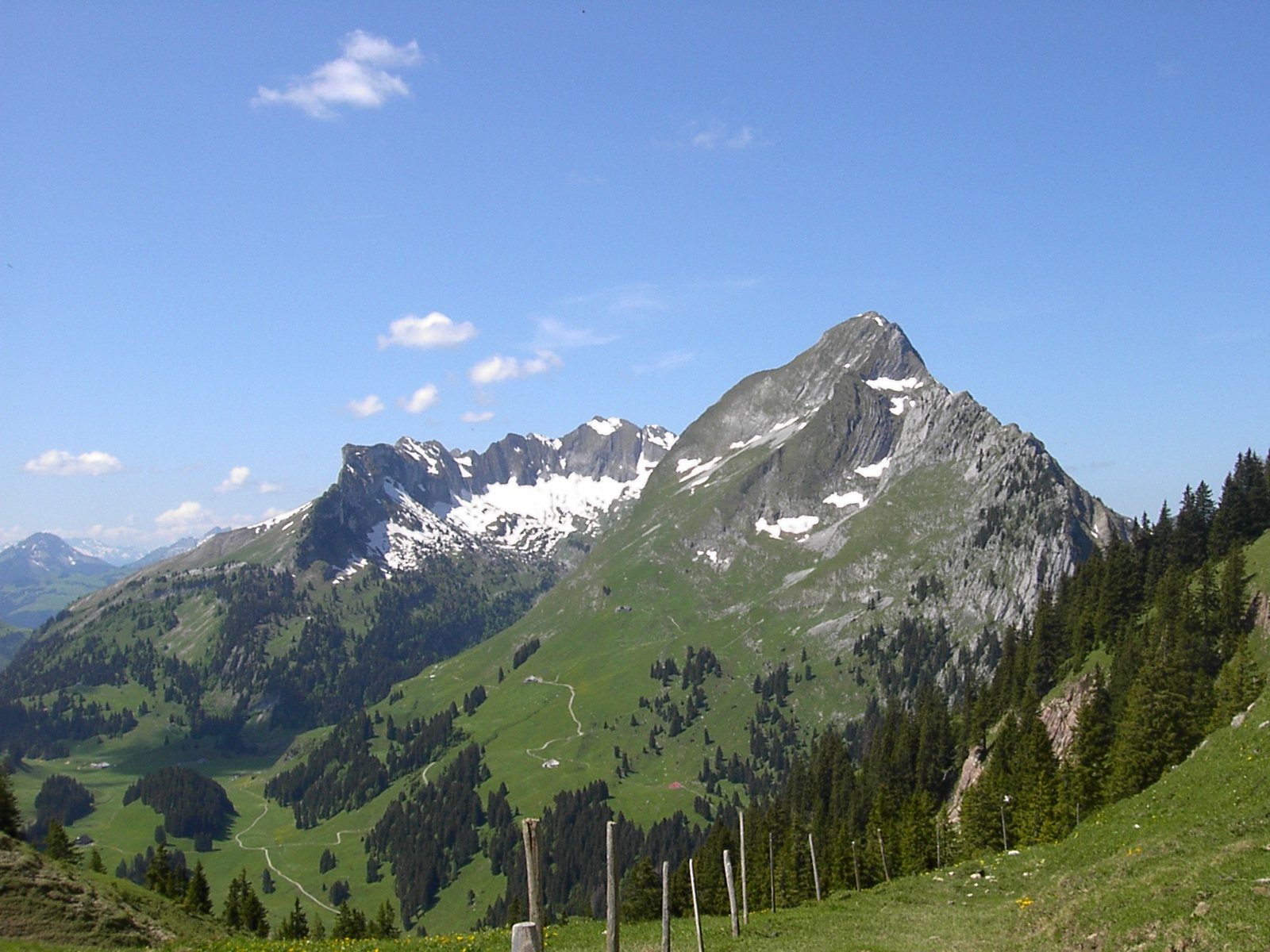
Freiburger Voralpen: Dent de Brenleire (rechts vorne) und Vanil Noir (hinten)

Der Kanton Freiburg ist mit 1670,8 Quadratkilometern der achtgrösste Kanton der Schweiz. Topografisch lässt sich Freiburg in zwei grössere Bereiche unterteilen: Der nördliche und westliche Teil gehört zum Schweizer Mittelland, der Südosten zu den Schweizer Voralpen (siehe dazu den Hauptartikel Freiburger Voralpen).
Die höchste Erhebung bildet der Vanil Noir mit 2389 m. Er befindet sich im Süden des Kantons im Greyerzbezirk, an der Grenze zum Kanton Waadt.
Der tiefste Punkt liegt auf 430 m, am Neuenburgersee.
Die Nachbarkantone sind der Kanton Waadt im Westen und Süden, der Kanton Bern im Osten und Norden, und im Nordwesten grenzt Freiburg durch den Neuenburgersee an den Kanton Neuenburg. Es gibt drei Freiburger Enklaven, die sich in der Waadt befinden.

Der Kanton zählt mehrere Dutzend Naturreservate und -schutzgebiete. 

## Wappen

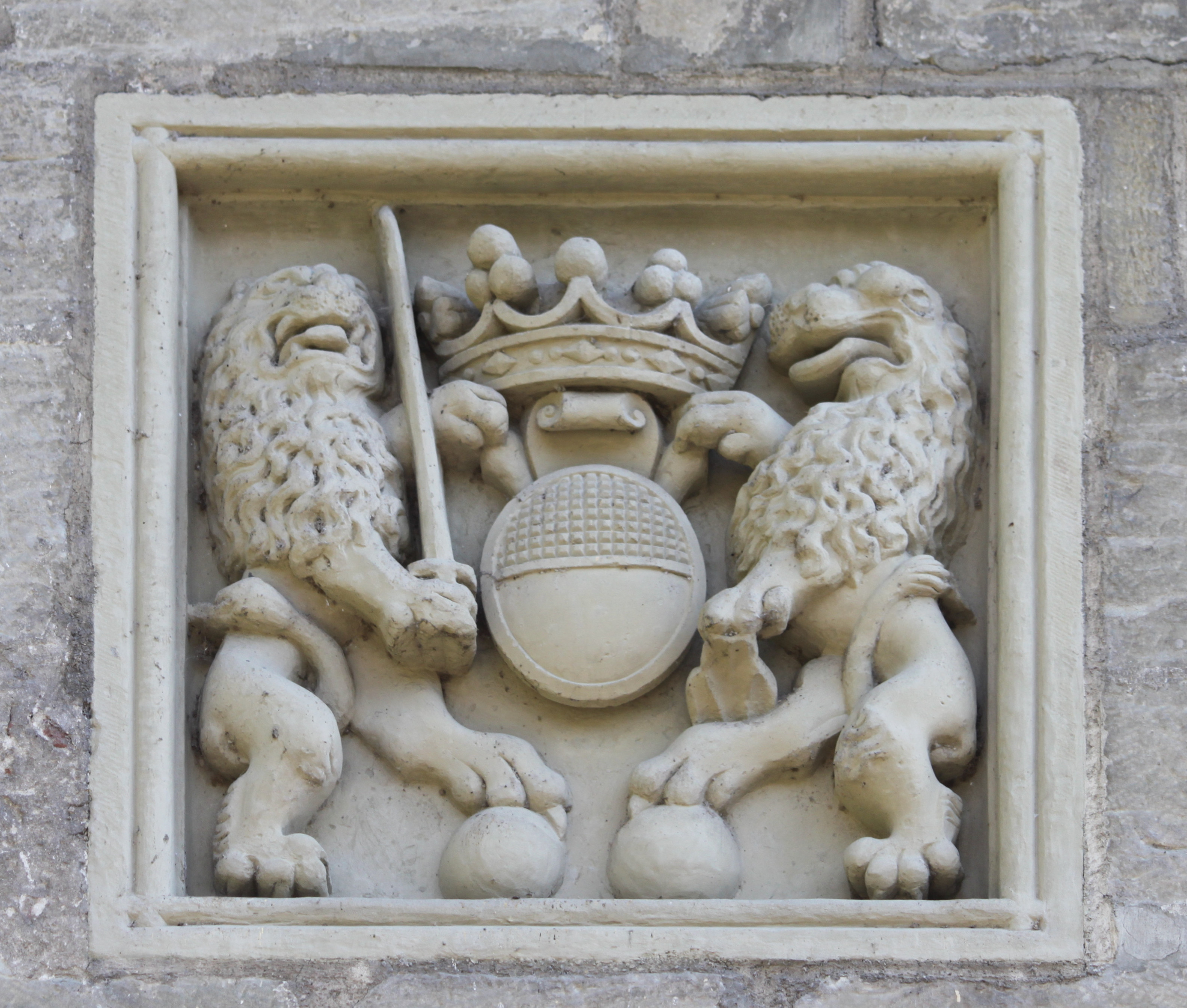
Altes Wappen mit Reichskrone über dem Berntor

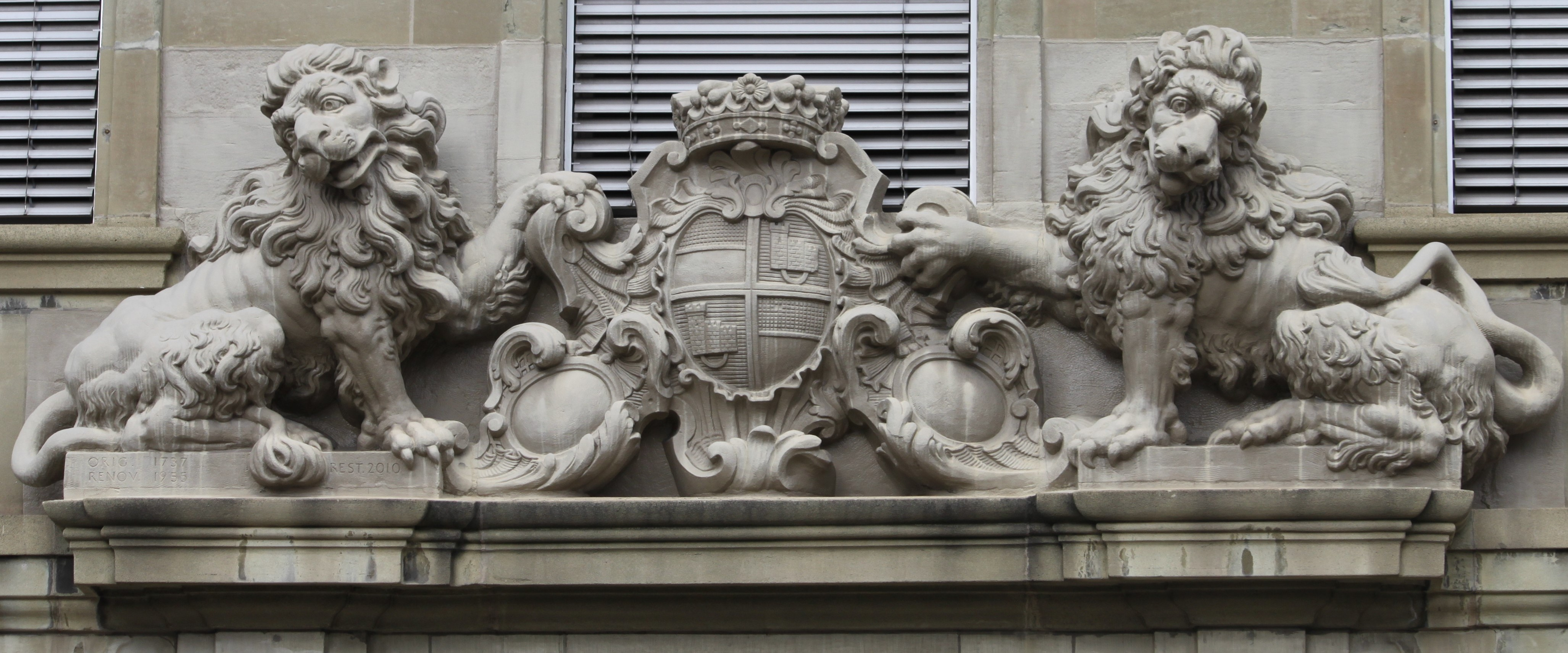
Kombiniertes Wappen von 1737 am Eingang zur Staatskanzlei

Das Wappen des Kantons Freiburg zeigt einen Schild, geteilt von Schwarz und Silber. Dieses Wappen entstand aus dem Banner der Stadt Freiburg, als diese 1477 aus der Oberhoheit Savoyens entlassen wurde. Damals wurden die Savoyer Kreuze an den Stadttoren durch eine Darstellung ersetzt, welche einen zweifachen, schwarz-weiss geteilten Schild überhöht vom Reichswappen zeigte. Das Banner ist erstmals 1410 in der Freiburger Handfesten dargestellt. Im 17. Jahrhundert entstand ein zweites Wappen, das parallel genutzt wurde. Es zeigte in Blau drei aneinandergebaute, links abfallende Zinnentürme, gekrönt von einem schwarzen Adler. Dieses Wappen entstand aus dem Freiburger Stadtsiegel und wurde in einem viergeteilten Schild mit dem alten Wappen kombiniert. Als 1803 der moderne Kanton Freiburg entstand, wurde das Wappen getrennt. Der Kanton führt seither den alten von Schwarz und Silber geteilten Schild, die Stadt das blaue Wappen mit den Zinnentürmen. Die Kantonsfarben waren zunächst Weiss und Schwarz. Ab 1500 kamen Schwarz und Blau in Gebrauch. Erst 1831 wurden die Kantonsfarben wieder auf Weiss und Schwarz festgelegt.

## Bevölkerung
Per 31. Dezember 2023 betrug die Einwohnerzahl des Kantons Freiburg 341'537. Die Bevölkerungsdichte liegt mit 204 Einwohnern pro Quadratkilometer unter dem Schweizer Durchschnitt (217 Einwohner pro Quadratkilometer). Der Ausländeranteil (gemeldete Einwohner ohne Schweizer Bürgerrecht) bezifferte sich am 31. Dezember 2023 auf 24,7 Prozent, während landesweit 27,0 Prozent Ausländer registriert waren. Per 30. Juni 2021 betrug die Arbeitslosenquote 2,8 Prozent gegenüber 2,8 Prozent auf eidgenössischer Ebene.
| Jahr | Einwohner 1. Januar | Geburten | Todes- fälle | Geburten- überschuss | Wanderungs- saldo | Einwohner 31. Dezember | Veränderung | Veränderung in Prozent |
| ---- | ------------------- | -------- | ------------ | -------------------- | ----------------- | ---------------------- | ----------- | ---------------------- |
| 1999 | 232'086             | 2934     | 1888         | 1046                 | 1156              | 234'307                | 2221        | 1,0                    |
| 2000 | 234'307             |          |              |                      |                   | 237'044                | 2737        | 1,2                    |
| 2001 | 237'044             | 2850     | 1846         | 1004                 | 2154              | 240'339                | 3295        | 1,4                    |
| 2002 | 240'339             | 2684     | 1883         | 0801                 | 2896              | 243'400                | 3061        | 1,3                    |
| 2003 | 243'400             | 2812     | 1934         | 0878                 | 2602              | 246'656                | 3256        | 1,3                    |
| 2004 | 246'656             | 2782     | 1918         | 0864                 | 2974              | 250'377                | 3721        | 1,5                    |
| 2005 | 250'377             | 2745     | 1873         | 0872                 | 2785              | 253'954                | 3577        | 1,4                    |
| 2006 | 253'954             | 2803     | 1856         | 0947                 | 2810              | 258'252                | 4298        | 1,7                    |
| 2007 | 258'252             | 2792     | 1810         | 0982                 | 4333              | 263'241                | 4989        | 1,9                    |
| 2008 | 263'241             | 2895     | 1762         | 1133                 | 4415              | 268'537                | 5296        | 2,0                    |
| 2009 | 268'537             | 3029     | 1906         | 1123                 | 3814              | 273'159                | 4622        | 1,7                    |
| 2010 | 273'159             | 3087     | 1893         | 1194                 | 3751              | 277'824                | 4665        | 1,7                    |

### Sprachen
Der Kanton Freiburg ist ein offiziell zweisprachiger Kanton, Amtssprachen sind Französisch und Deutsch. Die Mehrheit der Bevölkerung ist französischsprachig, Deutsch wird vor allem im Norden und Nordosten des Kantons gesprochen. Im Sensebezirk sowie in der Pfarrei Gurmels wird im Alltag Senslerdeutsch, im Seebezirk – einer ehemaligen Gemeinen Herrschaft von Bern und Freiburg – mehrheitlich Berndeutsch gesprochen; die Mundart von Jaun im Greyerzbezirk ähnelt dem Berner Oberländischen.
2011 wurden die Einwohner des Kantons zwecks ihrer Hauptsprache befragt, worauf sie mehrere Hauptsprachen angeben konnten. Dabei fanden bis zu drei Hauptsprachen je Person Berücksichtigung.
| Sprache         | Anteil in Prozent |
| --------------- | ----------------- |
| Französisch     | 66,7              |
| Deutsch         | 30,7              |
| andere Sprachen | 05,8              |
| Englisch        | 02,5              |
| Italienisch     | 02,3              |

### Religionen

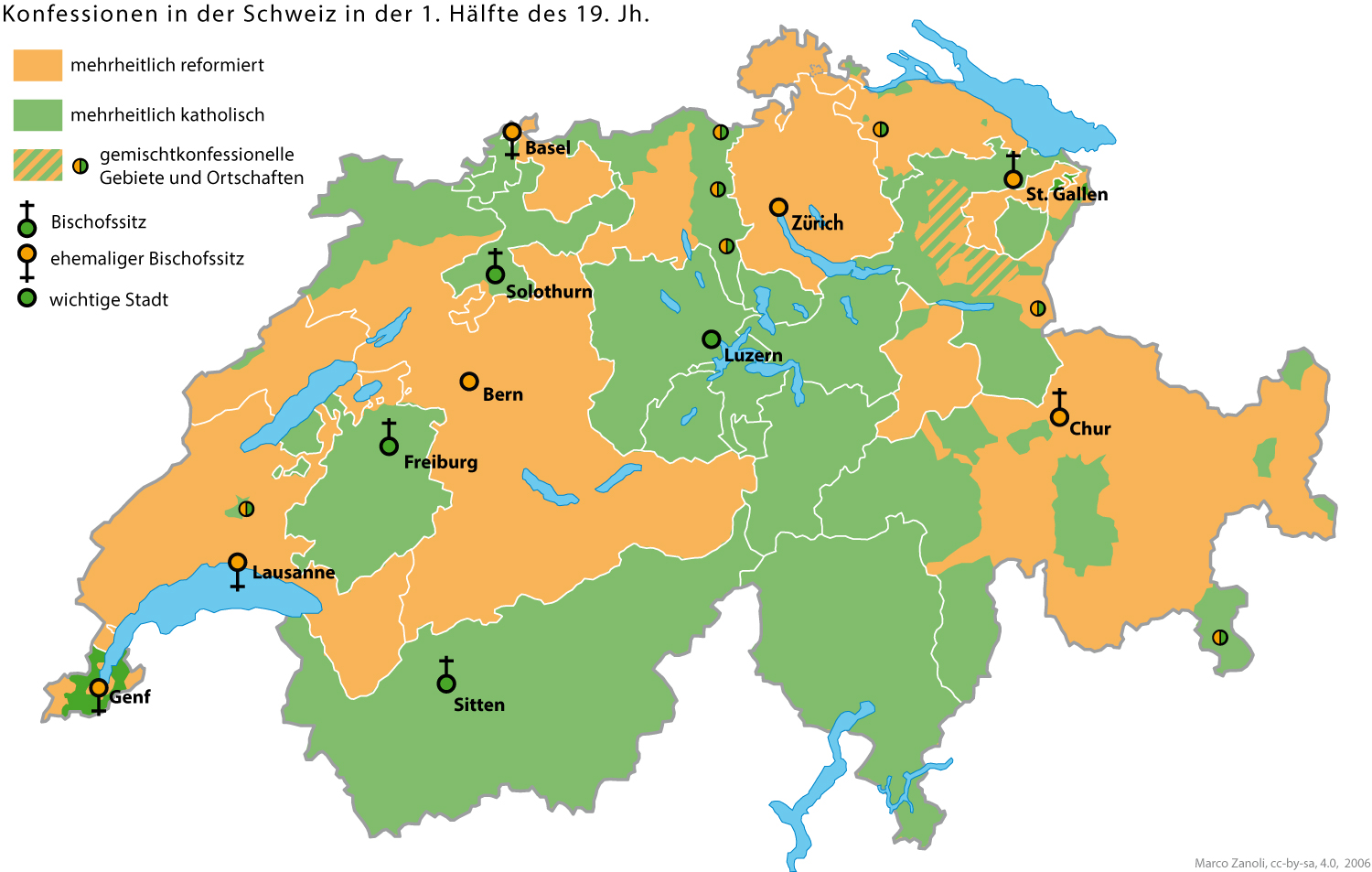
Konfessionen im 19. Jahrhundert

Freiburg ist ein römisch-katholisch geprägter Kanton, obwohl er von den mehrheitlich protestantischen Kantonen Waadt und Bern umgeben ist. Nur im Nordwesten des Kantons, im Seebezirk, ist die Mehrheit der Bevölkerung traditionell protestantisch, da das Gebiet bis 1798 eine Gemeine Herrschaft von Bern und Freiburg war. Heute sind rund 70 Prozent der Kantonsbevölkerung römisch-katholisch und 15 Prozent protestantisch. Die Katholiken gehören landeskirchlich zur Katholischen Kirchlichen Körperschaft des Kantons Freiburg und religiös zum Bistum Lausanne, Genf und Freiburg. Die Reformierten sind in der Evangelisch-reformierten Kirche des Kantons Freiburg zusammengeschlossen. 3 Prozent gehören einer anderen christlichen Konfession an, die übrigen haben eine andere Religion, sind konfessionslos oder haben beim Zensus keine Angabe gemacht.

## Verfassung und Politik
Im Jahr 2004 wurde eine neue Kantonsverfassung angenommen, die das aus dem Jahr 1856 stammende und seither vierzigmal überarbeitete Grundgesetz ersetzte.

### Direktdemokratische Volksrechte
Zwingend einer Volksabstimmung (obligatorisches Referendum) unterliegen die Teil- oder Totalrevision der Kantonsverfassung sowie Erlasse des Grossen Rates, die eine neue Nettoausgabe zur Folge haben, die 1 % der Gesamtausgaben der letzten vom Grossen Rat genehmigten Staatsrechnung übersteigt.
6000 stimm- und wahlberechtigte Bürger können mittels einer Volksinitiative die Teil- oder Totalrevision der Kantonsverfassung sowie den Erlass, die Änderung oder die Aufhebung eines Gesetzes beantragen. Volksinitiativen sind nach der Beratung im Grossen Rat der Volksabstimmung zu unterbreiten.
6000 stimm- und wahlberechtigte Bürger können verlangen, dass folgende Beschlüsse des Grossen Rates der Volksabstimmung zu unterbreiten sind (fakultatives Referendum): erstens ein vom Grossen Rat verabschiedetes Gesetz, zweitens ein Erlass des Grossen Rates, der eine neue Nettoausgabe zur Folge hat, die ¼ % der Gesamtausgaben der letzten vom Grossen Rat genehmigten Staatsrechnung übersteigt, und drittens ein Erlass des Grossen Rates, der Studienkredite von regionaler oder kantonaler Bedeutung betrifft.
300 Stimmberechtigte können eine Motion zuhanden des Grossen Rates einreichen (Volksmotion), die von diesem wie eine Motion eines seiner Mitglieder zu behandeln ist.

### Legislative
Das Kantonsparlament, der Grosse Rat oder Grand Conseil, zählt seit Inkrafttreten der neuen Verfassung 110 Sitze. Eine Legislaturperiode dauert fünf Jahre. Die Wahlen werden im Proporzwahlverfahren durchgeführt.
Die letzten Grossratswahlen fanden am 7. November 2021 statt.
|  | Partei                                      | Sitze 2011 | Sitze 2016 | Sitze 2021 | Sitzverteilung 2021                                                                                             | Wähleranteil in Prozent |
|  | ------------------------------------------- | ---------- | ---------- | ---------- | --- | --- |
|  | Die Mitte                                   | 31         | 27         | 26         | Insgesamt 110 Sitze - SP: 21 - Grüne: 13 - CSP: 4 - GLP: 3 - Unabh.: 1 - Mitte: 26 - FDP: 23 - SVP: 18 - EDU: 1 | Wahlen zum Grossen Rat Freiburg vom 7. November 2021Wahlbeteiligung: 37,83 % 3020100 22,0820,1418,7517,2911,964,184,161,44 MitteFDPSPSVPGrüneGLPCSPSonst.Gewinne und Verlusteim Vergleich zu 2016 %p 8 6 4 2 0 −2 −4 −6−1,96+1,98−5,50−2,53+7,52−0,17+0,76−0,10MitteFDPSPSVPGrüneGLPCSPSonst. |
|  | FDP.Die Liberalen (FDP)                     | 17         | 21         | 23         | Insgesamt 110 Sitze - SP: 21 - Grüne: 13 - CSP: 4 - GLP: 3 - Unabh.: 1 - Mitte: 26 - FDP: 23 - SVP: 18 - EDU: 1 | Wahlen zum Grossen Rat Freiburg vom 7. November 2021Wahlbeteiligung: 37,83 % 3020100 22,0820,1418,7517,2911,964,184,161,44 MitteFDPSPSVPGrüneGLPCSPSonst.Gewinne und Verlusteim Vergleich zu 2016 %p 8 6 4 2 0 −2 −4 −6−1,96+1,98−5,50−2,53+7,52−0,17+0,76−0,10MitteFDPSPSVPGrüneGLPCSPSonst. |
|  | Sozialdemokratische Partei der Schweiz (SP) | 29         | 28         | 21         | Insgesamt 110 Sitze - SP: 21 - Grüne: 13 - CSP: 4 - GLP: 3 - Unabh.: 1 - Mitte: 26 - FDP: 23 - SVP: 18 - EDU: 1 | Wahlen zum Grossen Rat Freiburg vom 7. November 2021Wahlbeteiligung: 37,83 % 3020100 22,0820,1418,7517,2911,964,184,161,44 MitteFDPSPSVPGrüneGLPCSPSonst.Gewinne und Verlusteim Vergleich zu 2016 %p 8 6 4 2 0 −2 −4 −6−1,96+1,98−5,50−2,53+7,52−0,17+0,76−0,10MitteFDPSPSVPGrüneGLPCSPSonst. |
|  | Schweizerische Volkspartei (SVP)            | 21         | 21         | 18         | Insgesamt 110 Sitze - SP: 21 - Grüne: 13 - CSP: 4 - GLP: 3 - Unabh.: 1 - Mitte: 26 - FDP: 23 - SVP: 18 - EDU: 1 | Wahlen zum Grossen Rat Freiburg vom 7. November 2021Wahlbeteiligung: 37,83 % 3020100 22,0820,1418,7517,2911,964,184,161,44 MitteFDPSPSVPGrüneGLPCSPSonst.Gewinne und Verlusteim Vergleich zu 2016 %p 8 6 4 2 0 −2 −4 −6−1,96+1,98−5,50−2,53+7,52−0,17+0,76−0,10MitteFDPSPSVPGrüneGLPCSPSonst. |
|  | Grüne Partei der Schweiz (GPS)              | 03         | 06         | 13         | Insgesamt 110 Sitze - SP: 21 - Grüne: 13 - CSP: 4 - GLP: 3 - Unabh.: 1 - Mitte: 26 - FDP: 23 - SVP: 18 - EDU: 1 | Wahlen zum Grossen Rat Freiburg vom 7. November 2021Wahlbeteiligung: 37,83 % 3020100 22,0820,1418,7517,2911,964,184,161,44 MitteFDPSPSVPGrüneGLPCSPSonst.Gewinne und Verlusteim Vergleich zu 2016 %p 8 6 4 2 0 −2 −4 −6−1,96+1,98−5,50−2,53+7,52−0,17+0,76−0,10MitteFDPSPSVPGrüneGLPCSPSonst. |
|  | Mitte Links CSP (CSP)                       | 04         | 04         | 04         | Insgesamt 110 Sitze - SP: 21 - Grüne: 13 - CSP: 4 - GLP: 3 - Unabh.: 1 - Mitte: 26 - FDP: 23 - SVP: 18 - EDU: 1 | Wahlen zum Grossen Rat Freiburg vom 7. November 2021Wahlbeteiligung: 37,83 % 3020100 22,0820,1418,7517,2911,964,184,161,44 MitteFDPSPSVPGrüneGLPCSPSonst.Gewinne und Verlusteim Vergleich zu 2016 %p 8 6 4 2 0 −2 −4 −6−1,96+1,98−5,50−2,53+7,52−0,17+0,76−0,10MitteFDPSPSVPGrüneGLPCSPSonst. |
|  | Grünliberale Partei (glp)                   | 02         | 01         | 03         | Insgesamt 110 Sitze - SP: 21 - Grüne: 13 - CSP: 4 - GLP: 3 - Unabh.: 1 - Mitte: 26 - FDP: 23 - SVP: 18 - EDU: 1 | Wahlen zum Grossen Rat Freiburg vom 7. November 2021Wahlbeteiligung: 37,83 % 3020100 22,0820,1418,7517,2911,964,184,161,44 MitteFDPSPSVPGrüneGLPCSPSonst.Gewinne und Verlusteim Vergleich zu 2016 %p 8 6 4 2 0 −2 −4 −6−1,96+1,98−5,50−2,53+7,52−0,17+0,76−0,10MitteFDPSPSVPGrüneGLPCSPSonst. |
|  | Eidgenössisch-Demokratische Union (EDU) *   | 0–         | 0–         | 01         | Insgesamt 110 Sitze - SP: 21 - Grüne: 13 - CSP: 4 - GLP: 3 - Unabh.: 1 - Mitte: 26 - FDP: 23 - SVP: 18 - EDU: 1 | Wahlen zum Grossen Rat Freiburg vom 7. November 2021Wahlbeteiligung: 37,83 % 3020100 22,0820,1418,7517,2911,964,184,161,44 MitteFDPSPSVPGrüneGLPCSPSonst.Gewinne und Verlusteim Vergleich zu 2016 %p 8 6 4 2 0 −2 −4 −6−1,96+1,98−5,50−2,53+7,52−0,17+0,76−0,10MitteFDPSPSVPGrüneGLPCSPSonst. |
|  | Diverse                                     | 01         | 02         | 01         | Insgesamt 110 Sitze - SP: 21 - Grüne: 13 - CSP: 4 - GLP: 3 - Unabh.: 1 - Mitte: 26 - FDP: 23 - SVP: 18 - EDU: 1 | Wahlen zum Grossen Rat Freiburg vom 7. November 2021Wahlbeteiligung: 37,83 % 3020100 22,0820,1418,7517,2911,964,184,161,44 MitteFDPSPSVPGrüneGLPCSPSonst.Gewinne und Verlusteim Vergleich zu 2016 %p 8 6 4 2 0 −2 −4 −6−1,96+1,98−5,50−2,53+7,52−0,17+0,76−0,10MitteFDPSPSVPGrüneGLPCSPSonst. |
|  | Bürgerlich-Demokratische Partei (BDP)       | 02         | 0–         | 0–         | Insgesamt 110 Sitze - SP: 21 - Grüne: 13 - CSP: 4 - GLP: 3 - Unabh.: 1 - Mitte: 26 - FDP: 23 - SVP: 18 - EDU: 1 | Wahlen zum Grossen Rat Freiburg vom 7. November 2021Wahlbeteiligung: 37,83 % 3020100 22,0820,1418,7517,2911,964,184,161,44 MitteFDPSPSVPGrüneGLPCSPSonst.Gewinne und Verlusteim Vergleich zu 2016 %p 8 6 4 2 0 −2 −4 −6−1,96+1,98−5,50−2,53+7,52−0,17+0,76−0,10MitteFDPSPSVPGrüneGLPCSPSonst. |

### Exekutive
Die Kantonsregierung, der Staatsrat oder Conseil d’Etat, besteht aus sieben Mitgliedern. Diese werden alle fünf Jahre vom Volk im Majorzwahlverfahren bestellt.
| Staatsrat                                         | Partei | Direktion (mit französischsprachiger Entsprechung) |
| ------------------------------------------------- | ------ | --- |
| Didier Castella, Präsident des Staatsrates (2023) | FDP    | Direktion der Institutionen und der Land- und Forstwirtschaft ILFD Direction des institutions, de l’agriculture et des forêts DIAF                                             |
| Jean-Pierre Siggen, Vizepräsident (2023)          | Mitte  | Finanzdirektion FIND Direction des finances DFIN |
| Jean-François Steiert                             | SP     | Direktion für Raumentwicklung, Infrastruktur, Mobilität und Umwelt RIMU Direction du développement territorial, des infrastructures, de la mobilité et de l’environnement DIME |
| Olivier Curty                                     | Mitte  | Volkswirtschafts- und Berufsbildungsdirektion VWBD Direction de l’économie, de l’emploi et de la formation professionnelle DEEF                                                |
| Philippe Demierre                                 | SVP    | Direktion für Gesundheit und Soziales GSD Direction de la santé et des affaires sociales DSAS                                                                                  |
| Sylvie Bonvin-Sansonnens                          | Grüne  | Direktion für Bildung und kulturelle Angelegenheiten BKAD Direction de la formation et des affaires culturelles DFAC                                                           |
| Romain Collaud                                    | FDP    | Sicherheits-, Justiz- und Sportdirektion SJSD Direction de la sécurité, de la justice et du sport DSJS                                                                         |

Der Staatsrat wird durch die Staatskanzlei SK (Chancellerie d’Etat CHA) unterstützt, die durch die Staatskanzlerin Danielle Gagnaux-Morel geleitet wird. Stellvertreter sind die Vizekanzlerin Sophie Perrier und der Vizekanzler Marc Valloton.

### Judikative
Erste gerichtliche Instanz sind die Zivilgerichte einerseits sowie die Strafgerichte, das Wirtschaftsstrafgericht und die Jugendstrafkammer anderseits. Zweite gerichtliche Instanz ist das Kantonsgericht.
Als Schlichtungsbehörde in zivilen Angelegenheiten sind der ersten Instanz die Friedensgerichte vorangestellt.
Die Verwaltungsgerichtsbarkeit wird durch das Kantonsgericht ausgeübt, soweit das Gesetz keine andere Behörde für zuständig erklärt.
Die Administrativ- und Disziplinaraufsicht über die Justiz wird vom Justizrat ausgeübt. In diesem Gremium haben je ein Vertreter des Staatsrates, des Grossen Rates, der Gerichte erster und zweiter Instanz, des Anwaltverbandes, der Universität und der Staatsanwaltschaft sowie zwei weitere Personen Einsitz.

### Vertretung auf Bundesebene
Der Kanton Freiburg hat sieben Sitze im Nationalrat und zwei Vertreter im Ständerat.

#### Mitglieder im Nationalrat
2023 neu eingetretene Mitglieder sind in fetter Schrift wiedergegeben
- SVP: Pierre-André Page, Nicolas Kolly
- Mitte: Christine Bulliard-Marbach, Marie-France Roth Pasquier
- SP: Valérie Piller Carrard
- FDP: Nadine Gobet
- GPS: Gerhard Andrey

#### Mitglieder im Ständerat
- Isabelle Chassot (Die Mitte)
- Johanna Gapany (FDP)

## Verwaltungsgliederung

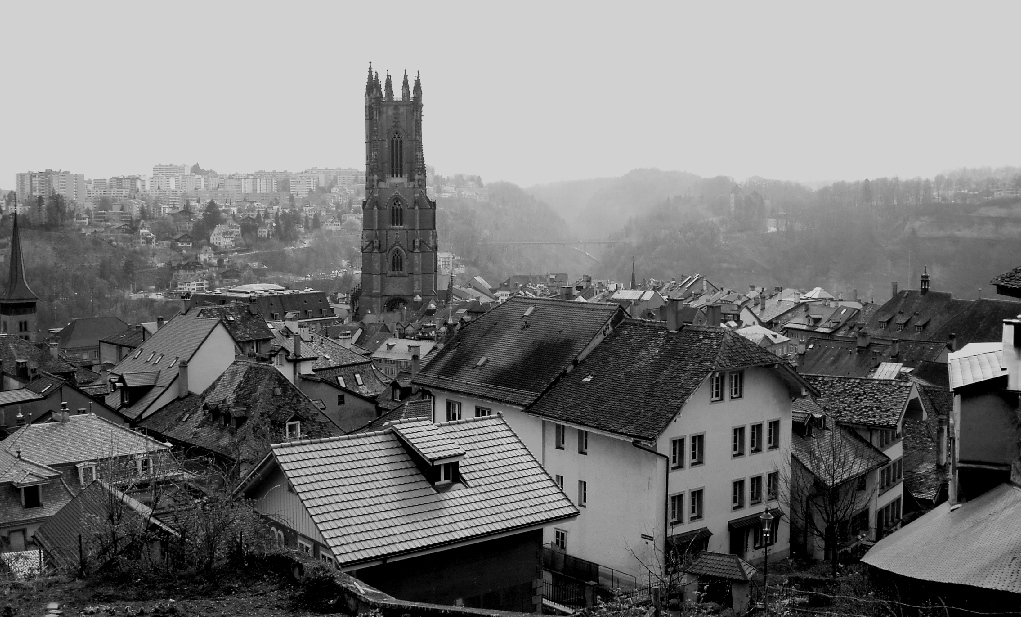
Die Stadt Freiburg

### Politische Gemeinden
Insgesamt umfasst der Kanton 136 politische Gemeinden (Stand: Januar 2017).
Nachfolgend aufgelistet sind die bevölkerungsreichsten politischen Gemeinden mit mehr als 5'000 Einwohnern per 31. Dezember 2023:
| Politische Gemeinde           | Einwohner |
| ----------------------------- | --------- |
| Freiburg (Fribourg), Hauptort | 38'660    |
| Bulle                         | 26'749    |
| Villars-sur-Glâne             | 12'444    |
| Estavayer                     | 10'296    |
| Murten                        | 09531     |
| Marly                         | 09069     |
| Düdingen                      | 08939     |
| Châtel-Saint-Denis            | 08512     |
| Gibloux                       | 08134     |
| Tafers                        | 07900     |
| Belmont-Broye                 | 06011     |
| Romont                        | 05891     |
| Courtepin                     | 05765     |
| Wünnewil-Flamatt              | 05722     |
| Kerzers                       | 05448     |

### Bezirke

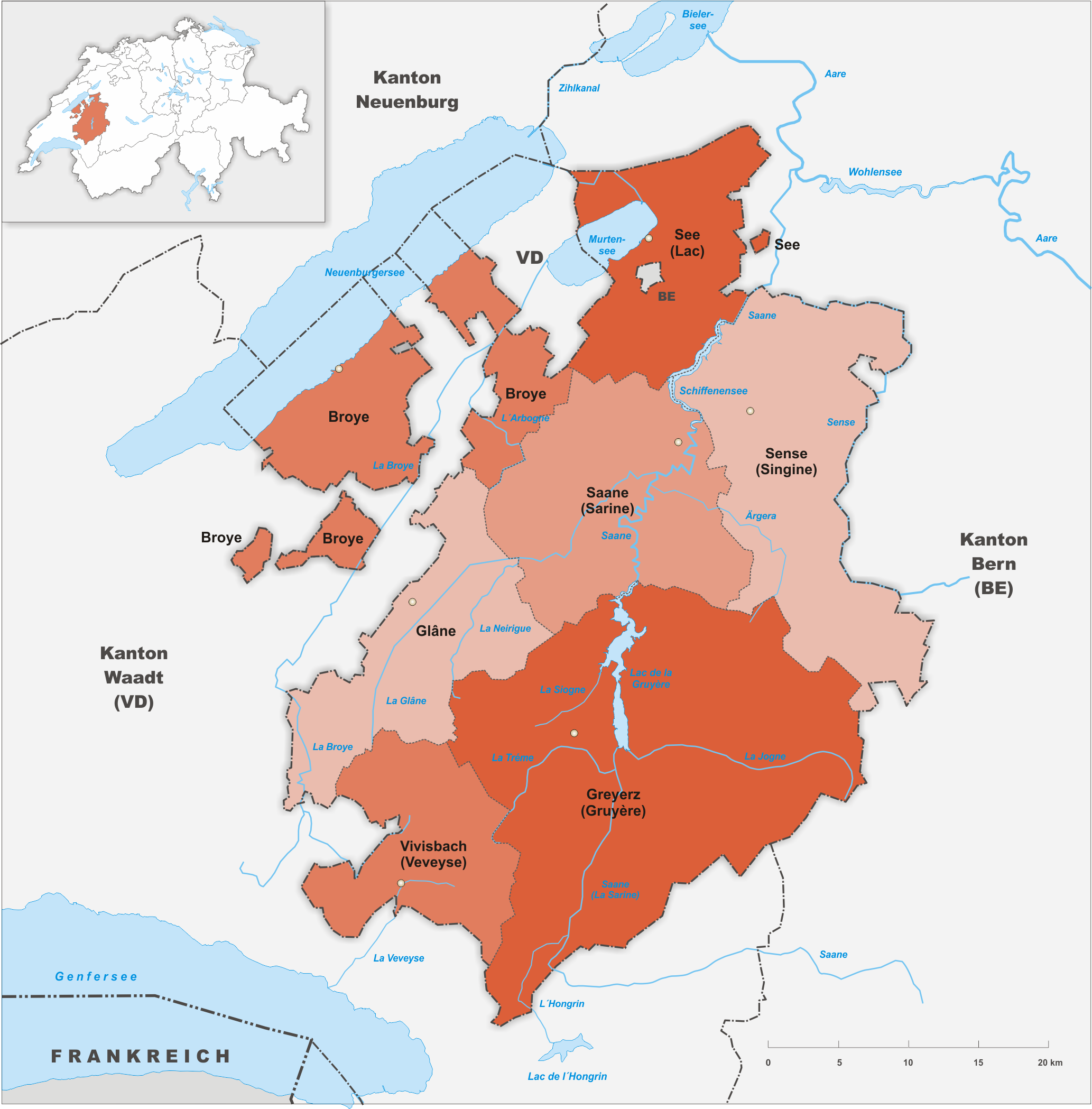
Bezirke des Kantons Freiburg

Der Kanton gliedert sich in die sieben Bezirke:
| Bezirk                      | Einwohner (31. Dezember 2023) | Fläche in km² | Verwaltungssitz    | Anzahl Gemeinden | Sprache              |
| --------------------------- | ----------------------------- | ------------- | ------------------ | ---------------- | -------------------- |
| Broye                       | 035'865                       | 173.64        | Estavayer          | 019              | Französisch          |
| Glane                       | 026'511                       | 168.66        | Romont             | 019              | Französisch          |
| Greyerz                     | 061'441                       | 489.86        | Bulle              | 025              | Französisch 1        |
| Saane                       | 111'151                       | 217.75        | Freiburg           | 030              | Französisch, Deutsch |
| See                         | 039'299                       | 145.85        | Murten             | 015              | Deutsch, Französisch |
| Sense                       | 046'081                       | 265.24        | Tafers             | 017              | Deutsch              |
| Vivisbach                   | 021'189                       | 134.31        | Châtel-Saint-Denis | 09               | Französisch          |
| Kanton Freiburg (Gesamt, 7) | 341'537                       | 1672.43       | Freiburg           | 134              | Französisch, Deutsch |

Die Verwaltung eines Bezirks heisst Oberamt, deren Leiter Oberamtmann. Nach französischem Vorbild trägt jeder Bezirk den Namen eines Gewässers («See» steht für den Murtensee).

## Wirtschaft
2022 betrug das Bruttoinlandsprodukt (BIP) 21,4 Milliarden Franken (Platz 13 unter den 26 Kantonen). Mit einem BIP pro Kopf von 64'502 Franken (2022) belegte der Kanton Platz 24 und damit den drittletzten Rang.
Im Jahr 2021 machte die verarbeitende Industrie und der Bausektor 29,1 % der Gesamtwertschöpfung im Kanton Freiburg aus. Der Primärsektor (Landwirtschaft, Forstwirtschaft und Fischerei) trug 1,8 % zur Wertschöpfung bei. Die familiengeführte Unternehmensgruppe Liebherr mit Hauptsitz in Bulle ist das grösste Unternehmen im Kanton Freiburg. Im Jahr 2023 hatte der Kanton Freiburg den grössten Anteil an der Schweizer Geflügelproduktion, was auch mit der auf Fleisch- und Geflügelproduktion spezialisierten Micarna AG, mit Standort in Courtepin zusammenhängt.

## Partnerschaften
- Mar del Plata, Argentinien